# بخش چیری ولی (شهرستان اشتابولا، اوهایو)
بخش چیری ولی (به انگلیسی: Cherry Valley Township) یک منطقهٔ مسکونی در ایالات متحده آمریکا است که در شهرستان آشتابولا، اوهایو واقع شده‌است.
 بخش چیری ولی ۶۲٫۳ کیلومتر مربع مساحت و ۹۵۵ نفر جمعیت دارد و ۳۱۷ متر بالاتر از سطح دریا واقع شده‌است.